# اودوآردو اسپادارو
اودوآردو اسپادارو (ایتالیایی: Odoardo Spadaro؛ ‏ ۱۶ ژانویهٔ ۱۸۹۵ – ۲۶ ژوئن ۱۹۶۵) خواننده-ترانه‌پرداز، هنرپیشه و آهنگساز اهل ایتالیا بود.
از فیلم‌هایی که وی در آن نقش داشته‌است می‌توان به طلاق به سبک ایتالیایی اشاره کرد.